# Aska (группа)
Aska — югославская гёрл-группа, созданный специально для участия на конкурсе песни «Евровидение-1982».
В его состав входили Снежана Мишкович (серб. Снежана Мишковић), Изольда Баруджия (серб. Изолда Баруџија) и Стежана Стаменкович (серб. Снежана Стаменковић).
В 1982 году трио было выбрано, чтобы представить Югославию на конкурсе песни «Евровидение-1982». Песня «Halo, halo», исполненная ими, заняла четырнадцатое место.
Изольда Баруджия впоследствии представляла Югославию на «Евровидении» в 1984 году (в составе Vlado & Isolda).